# ان‌جی‌سی ۴۶۴
ان‌جی‌سی ۴۶۴ (انگلیسی: NGC 464) یک ستاره دوتایی است که در صورت فلکی آندرومدا قرار دارد و در سال ۱۸۸۲ میلادی توسط ویلهلم تمپل کشف شد.